# Чебоксарський ВТТ
Чебоксарський ВТТ (рос. ЧЕБОКСАРСКИЙ ИТЛ, Чебоксарлаг) — підрозділ, що діяв у структурі Головного управління виправно-трудових таборів Народного комісаріату внутрішніх справ СРСР (ГУЛАГ НКВД).
Організований в 1941 р.;

закритий 14.02.42.

## Історія
Влітку 1941 НКВД СРСР утворив Управління будівництва дороги Горький-Казань з центром в Чебоксарах, при якому організували 11 дорожньо-будівельних ділянок (ДСУ) в Чувашії, Татарській АРСР і Горьковській області і одне кар'єроуправління в сел. Козловка. При кожному ДСУ дислокувалися один або кілька табірних пунктів Чебоксарлага.
Чебоксарський ВТТ був одним з перших таборів ГУЛАГ, який надавав в'язнів для будівництва автомобільних шляхів. Надалі для керівництва ВТ таборами наказом 0116 НКВД від 31 березня 1943 був утворений табірний відділ ГУШОСДОР. Чисельність з/к на 01.03.42 складала 5955 в'язнів.
При закритті табірні підрозділи Чебоксарлага розподілені між ОВТК НКВД Чуваської, Татарської АРСР і УВТТК УНКВС по Горьковській обл., яким було доручено надалі обслуговувати буд-во дороги.